# Avell Chitundu
Avell Chitundu (* 30. Juli 1997) ist eine sambische Fußballspielerin.

## Karriere

### Klub
Sie spielt auf Klub-Ebene in ihrer Heimat derzeit bei ZESCO United.

### Nationalmannschaft
Ihre ersten bekannten Spiele in der sambischen A-Nationalmannschaft hatte sie im Jahr 2018, wo sie auch gleich im Kader der Mannschaft für den Afrika-Cup 2018 stand und einmal eingesetzt wurde. Anschließend qualifizierte sie sich mit ihrer Mannschaft dann auch für die Olympischen Spiele 2020. Beim Turnier selbst sammelte sie mit ihren Mitspielerinnen jedoch nur einen Punkt und schied so in der Gruppenphase schon aus.
Das nächste Turnier war dann der Afrika-Cup 2022, wo sie im Turnierverlauf selbst zwei Tore erzielte, mit ihrer Mannschaft am Ende aber im Halbfinale ausschied. Das Spiel um Platz drei gegen Nigeria konnte man dann aber noch gewinnen. Da man es aber bis ins Halbfinale schaffte, qualifizierte man sich auch für die Teilnahme an der Weltmeisterschaft 2023.